# 洞靖镇
洞靖镇，是中华人民共和国广西壮族自治区百色市田阳区下辖的一个乡镇级行政单位。

## 行政区划
洞靖镇下辖以下地区：
靖安村、弄岩村、西平村、百勇村、雪平村、百林村、淋楞村、扁村、桥业村、天德村、念堂村、大能村、德乐村、太平村、那峨村、活旺村、多感村、宜洒村、叮叭村和大架村。